# Frombach (Tirschenreuther Waldnaab)
Der Frombach, auch Frumbach genannt, ist ein linker Zufluss der Tirschenreuther Waldnaab in der Oberpfalz in Bayern. Er entspringt nördlich von Lengenfeld im Gebiet der Stadt Tirschenreuth und mündet in der Südwestspitze des Gemeindegebietes von Markt Falkenberg im Falkenberger Wald von links und Osten in die untere Waldnaab.

## Verlauf
Der Frombach fließt dann zunächst kurz in nördliche und dann in westliche Laufrichtung an Lengenfeld vorbei und durchquert dabei eine Kette von Teichen, darunter den Langen Teich. Von diesem Teich wird der Bach unterirdisch abgeleitet, tritt bei der Kreisstraße TIR 2 wieder kurz an die Oberfläche, unterquert diese und verläuft weitere 300 Meter unterirdisch. Am Ende der Teichkette lag bis ins 19. Jahrhundert die jetzt verschwundene Fehrmühle. Nach ca. 2,7 km knickt er nach Süden ab und nimmt nach einem weiteren Kilometer den Abflussgraben des Rollnhofer Weihers auf. In einigen älteren Karten wird dieser Graben als Frombach bezeichnet und nicht der nördliche Verlauf. Oberhalb dieses Grabens konnte auf der östlichen Talseite der Burgstall Lengenfeld nachgewiesen werden.
Kurz darauf unterquert der Frombach die Staatsstraße 2170, die hier von Schönficht nach Falkenberg führt, nun wieder in westlicher Richtung. Der Taleinschnitt wird als die Frum bezeichnet. Der Name bezieht sich wohl auf Gründe der Burg von Schönficht, auf denen Frondienste geleistet werden mussten; die Bezeichnung kann aber auch die Abkürzung für den lateinischen Ausdruck frumentum sein, was Getreide bedeuten würde. Nach einem Gesamtweg von ca. 5,3 km erreicht der Bach den Hanfmühlteich, teilweise durchquert er ihn, während ein weiterer Teil der Südseite des Teichs entlanggeführt wird. Nördlich des Teichs liegt der 518 m hohe Fromberg, der sich nur geringfügig über die anderen Anhöhen am Bachufer erhebt. 
Ab Hanfmühl, einem Weiler der zu Falkenberg gehört, tritt der landwirtschaftliche Charakter der Umgebung wie auch die teichwirtschaftliche Nutzung des Bachs zurück, nunmehr durchfließt der Frombach das geschlossene Waldgebiet des Falkenberger Waldes, das nur von wenigen kleineren Lichtungen durchbrochen ist. Entlang des Bachlaufs treten auch vermehrt die für das Waldnaabtal typischen Felstürme mit Wollsackverwitterung auf. Bei Holzmühl nimmt der Frombach den Jakobsbach auf, der ihm von Südosten zuströmt. Von Nordosten kommt noch der Gänsbach hinzu, bevor der Bach das Naturschutzgebiet Waldnaabtal erreicht. Kurz vor der Mündung erhebt sich auf der rechten Seite der massive Felsen der verschwundenen Burg Herrenstein, danach trifft der Bach auf den Hauptwanderweg im Waldnaabtal und mündet, noch auf Falkenberger Gebiet, in der weiten Wiesenaue oberhalb der noch genutzten Haderfurt von links und Osten in die Tirschenreuther Waldnaab.